# Izbégi templom
Az izbégi Szent András római katolikus templom Szentendre egyik római katolikus temploma az Izbég nevű városrészben. Nevét a város névadójáról, Szent András apostolról kapta. A templom sok más szentendrei templomhoz hasonlóan szerb ortodox templomként épült a XVIII. század közepén, csak a XIX. század végén vásárolta meg a római katolikus egyház, innen kapta mai nevét is.